# Janan Harb
Janan Harb, (in arabo جنان حرب‎?) (1947), è una principessa saudita, moglie del defunto re Fahd.

## Primi anni di vita
Janan Harb è nata in una famiglia cristiana della Palestina nel 1947. Suo padre era un ristoratore. La sua famiglia si è poi trasferita in Arabia Saudita dove ha lavorato come traduttrice per l'ambasciata venezuelana.

## Matrimonio
Nel marzo 1968, a diciannove anni, si è sposata con il principe Fahd. Dopo il suo matrimonio, si è convertita all'Islam. Tre anni più tardi, è stata costretta a lasciare l'Arabia Saudita dal fratello di Fahd, il principe Turki. Nel 2015 un giudice britannico le ha concesso un risarcimento di 15 milioni di sterline da parte della famiglia reale perché non aveva onorato la promessa di mantenimento. Ha dichiarato che il principe Fahd l'aveva costretta ad abortire per tre volte al fine di mantenere segreta la sua relazione con una donna di origini cristiane.

## Pubblicazioni
Janan Harb Al Sa'ud ha dichiarato che pubblicherà un libro dal titolo "Il re saudita e io", in cui descriverà dettagliatamente il suo rapporto con il consorte.